# Sant Cebrià de la Platja
Sant Cebrià de la Platja és l'església del nucli de la Platja de Sant Cebrià, del terme comunal de Sant Cebrià de Rosselló, a la comarca del Rosselló (Catalunya Nord).
És a la zona meridional de la Platja de Sant Cebrià, bastant a prop al nord-oest del port. És un edifici de la segona meitat del segle xx, emmarcat en un estil avantguardista. Les formes triangulars són la base d'aquesta construcció.
És una sufragània de la parròquia de Sant Cebrià de Rosselló.